# I Can

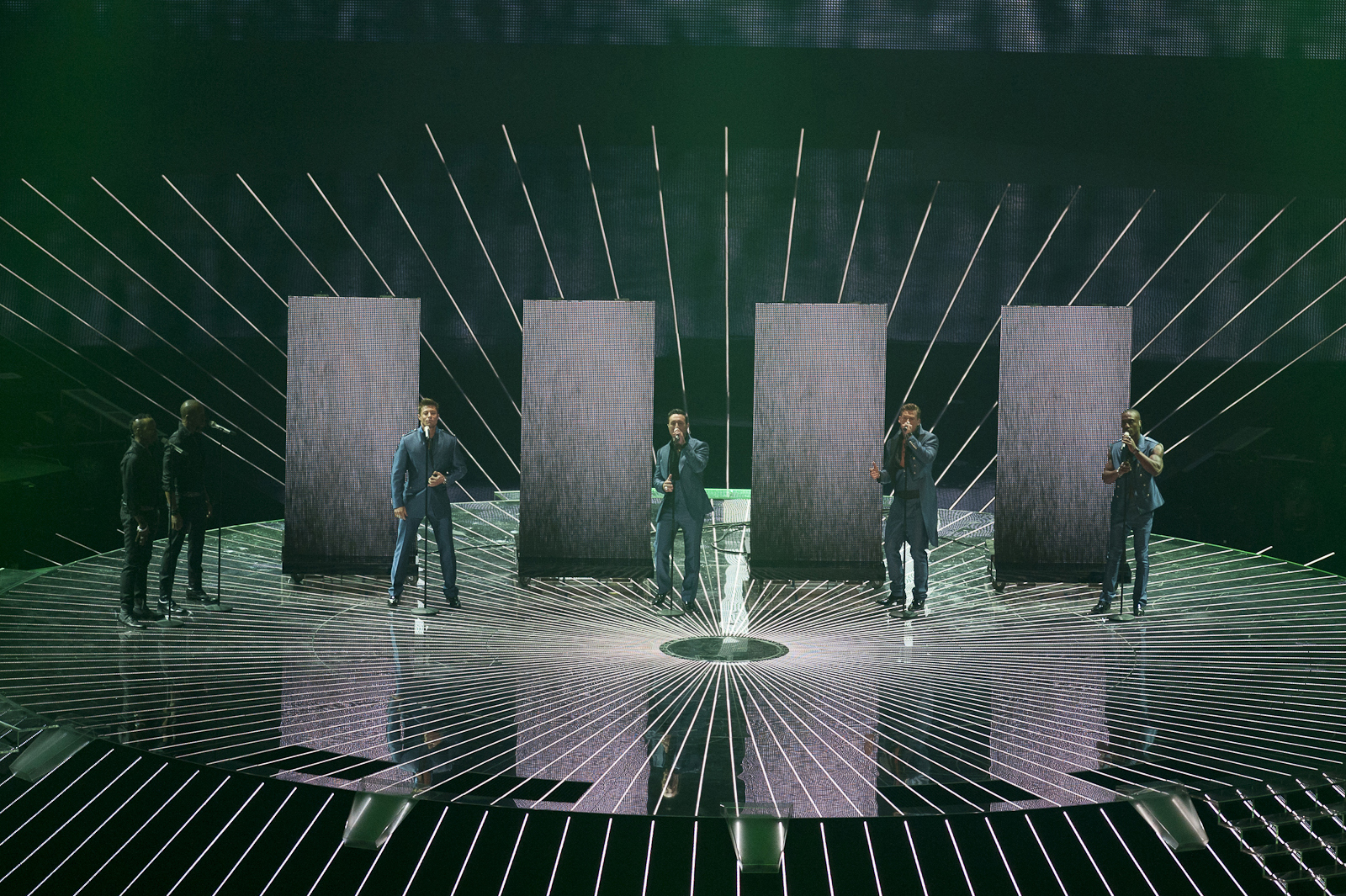
Blue singt I Can beim Finale des Eurovision Song Contest 2011 in Düsseldorf

I Can ist ein Lied der britischen Pop-Boygroup Blue aus dem Jahre 2011. Es war der britische Beitrag zum Eurovision Song Contest 2011 in Düsseldorf und erreichte dort mit 100 Punkten den elften Platz.

## Auftritte
Während eines Auftrittes in der BBC Breakfast am 9. Februar 2011 erklärten Blue, dass sie den Song schon geschrieben haben, bevor sie gefragt wurden, ob sie das Vereinigte Königreich beim Eurovision Contest 2011 vertreten. Die Gruppe beschreibt das Lied als einen „Mix aus Pop, Hymne und dem typischen Blue-Sound“. Am 12. Februar 2011 begannen Blue ihre Promo-Tour mit einem Auftritt beim Malta Eurosong 2011. Da I Can noch nicht komplett produziert wurde, sang die Gruppe ihren Hit If You Come Back. Am 18. Februar folgte ein weiterer Auftritt mit Breathe Easy beim spanischen Finale Destino Eurovisión zum Eurovision Song Contest. Ein Promo-Video, mit der blauen Londoner Skyline im Hintergrund, wurde auch bei BBC One veröffentlicht. Des Weiteren sang die Gruppe I Can noch beim Comic Relief Presents Glee Club am 17. März 2011 und bei der italienischen Version von Top of the Pops am 21. März 2011. Das offizielle Musikvideo zu I Can wurde am 14. April 2011 und das Lied selbst am 1. Mai 2011 als Single veröffentlicht.

## Chartplatzierungen
| ChartsChartplatzierungen     | Höchstplatzierung | Wochen |
| ---------------------------- | ----------------- | ------ |
| Deutschland (GfK)            | 7 (9 Wo.)         | 9      |
| Österreich (Ö3)              | 8 (6 Wo.)         | 6      |
| Schweiz (IFPI)               | 8 (4 Wo.)         | 4      |
| Vereinigtes Königreich (OCC) | 16 (4 Wo.)        | 4      |